# 联产品
联产品是指使用同一种原材料和同一种加工工艺所生产出的价值基本相等的两种或两种以上的产品。

## 主要特征
- 使用同一种原材料
- 使用同一种加工工艺
- 价值基本相等

## 与副产品的区别
它与副产品的区别在于，副产品相对于主产品价值较低，而联产品中各种产品价值基本相同。

## 用处
- 都是企业的主要产品。
- 销售价格较高，对企业收入有较大贡献。
- 种类一般分为补充联产品和代用联产品。